# Долно-Озирово
Долно-Озирово (болг. Долно Озирово) — село в Болгарии. Находится в Монтанской области, входит в общину Выршец. Население составляет 489 человек.

## Политическая ситуация
В местном кметстве Долно-Озирово, в состав которого входит Долно-Озирово, должность кмета (старосты) исполняет Ангел Иванов Петров (коалиция в составе 2 партий: Союз свободной демократии (ССД), Либералная правая коалиция "Выршец-Европейский город",СДС) по результатам выборов.
Кмет (мэр) общины Выршец — Боряна Тодорова Бончева-Лечева (коалиция в составе 3 партий: Болгарская социал-демократия (БСД), Земледельческий народный союз (ЗНС), Демократическая партия (ДП)) по результатам выборов.